# Leonhard-Frank-Straße (Weimar)
Die Leonhard-Frank-Straße im Weimarer statistischen Bezirk Schönblick in der Westvorstadt ist eine Anlieger- bzw. Zulieferstraße. Sie wurde um 1964 nach dem Schriftsteller Leonhard Frank (1882–1961) benannt.
Sie trifft auf wichtige Straßen aus der Westvorstadt, der William-Shakespare-Straße, die vom August-Bebel-Platz ausgeht, und der Abraham-Lincoln-Straße, die am August-Frölich-Platz beginnt.
Sie steht nicht auf der Liste der Kulturdenkmale in Weimar. Allerdings befindet sich hier ein altes Obus-Depot in der Damaschkestraße in der Westvorstadt, welches zur Nahverkaufshalle umfunktioniert wird. Diese besitzt eine interessante Deckenkonstruktion aus Stahlträgern, welche unter Denkmalschutz steht. Sie sollte zunächst einem Großinvestor geopfert werden, was infolge massiver Proteste nicht geschah. Für die Umbau- und Erweiterungspläne der Leonhard-Frank-Straße an der dortigen alten Kaufhalle bedeutete diese Entscheidung eigentlich das Ende. Die beabsichtigten Erweiterungsbaumaßnahmen fanden nicht statt und auch die drohende Schließung 2017 unterblieb durch starke Proteste der Anwohner.
Hinter der Nahkauf-Halle verläuft der Feininger-Radweg in Richtung des Kirschbachtals.